# Sport au Cameroun
Le sport au Cameroun est connu à l’international, notamment avec son équipe de football des Lions indomptables et avec ses joueurs internationaux  évoluant dans des clubs mythiques.  
Le football est certainement le sport le plus populaire au Cameroun, mais il n’en est pas moins marqué par la diversité des disciplines pratiquées sur le territoire. 
Il suffit pour cela de voir le palmarès du Cameroun aux jeux olympiques pour justifier de cette diversité avec 2 médailles d’or en athlétisme, 2 médailles en boxe et une autre en football en 2000. 
Les sports collectifs (tels que le basket-ball, le volley-ball ou le handball) ne sont pas en reste et voient leurs qualifications aux compétitions continentales et internationales être de plus en plus fréquentes. 
L’organisation de compétitions nationales telles que le Tour cycliste du Cameroun ou l’ascension du Mont Cameroun ainsi que l’organisation de compétitions continentales (Afrobasket féminin 2015 ; CAN féminine 2016 ; CAN 2019) vient compléter cet aperçu du sport au Cameroun. 

## Organisation

### Introduction des disciplines sportives au Cameroun
Le football est l’un des premiers sports modernes à être introduit au Cameroun. Simple à pratiquer, ce sport a été vite adopté par les camerounais. 
C'est après la Première Guerre mondiale que sont créées à Douala par l'instituteur Charles Lalanne les premières équipes de football. 
Bientôt, son exemple est suivi à Yaoundé et dans les grands centres du Sud-Cameroun. Vers 1947 est fondée "La Fédération des Sports" qui organise et réglemente les sports en vigueur à cette époque et particulièrement le football. De petites équipes se créent et demandent leur affiliation à la Ligue. Peu à peu, le mouvement se propage et devient populaire.

### Ministère des sports et fédérations
Si le mouvement sportif camerounais existait bien avant l'indépendance du pays en 1960, le sport ne fut élevé au rang de ministère qu'en juin 1970. 
Les disciplines camerounaises sont regroupées en fédérations. 
Une fédération est un ensemble de clubs affiliés. Elle est dirigée par un président élu par les clubs pour un mandat déterminé, renouvelable. Elles doivent veiller non seulement à la performance des équipes lors des compétitions internationales, mais aussi à la moralisation du sport, au respect des règles établies dans le sport en matière de sport. 

### Les Jeux auxquels le Cameroun participe
- les Jeux olympiques : Sous l'égide du Comité national olympique et sportif du Cameroun, le Cameroun participe aux Jeux olympiques depuis 1964.

- les Jeux du Commonwealth : Membre du Commonwealth des Nations depuis 1995, le Cameroun participe aux Jeux du Commonwealth, où il a obtenu à ce jour dix médailles d'or en haltérophilie[4].
- les Jeux de la Francophonie
- les Jeux africains

### Installations sportives

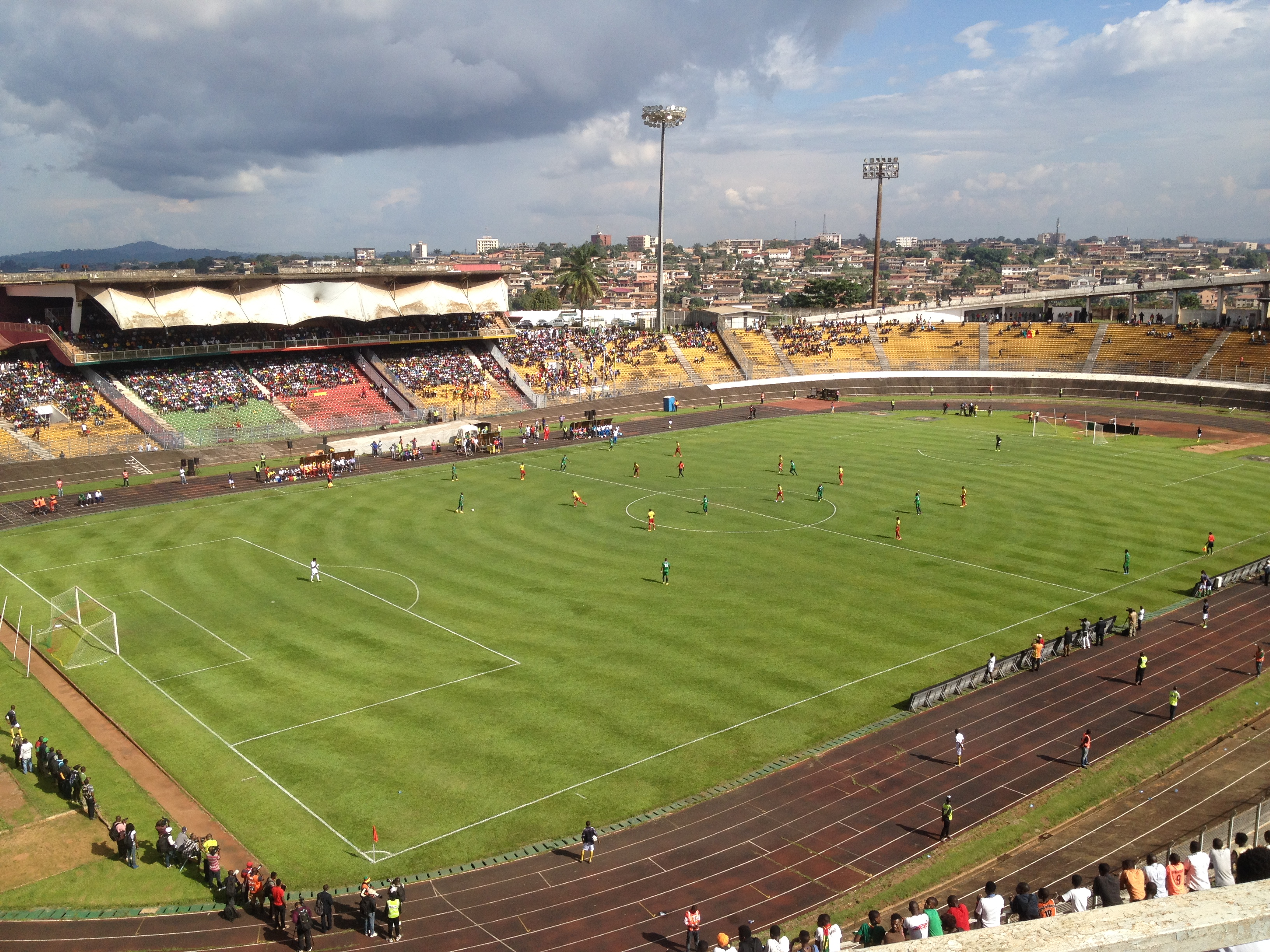
Stade Ahmadou-Ahidjo

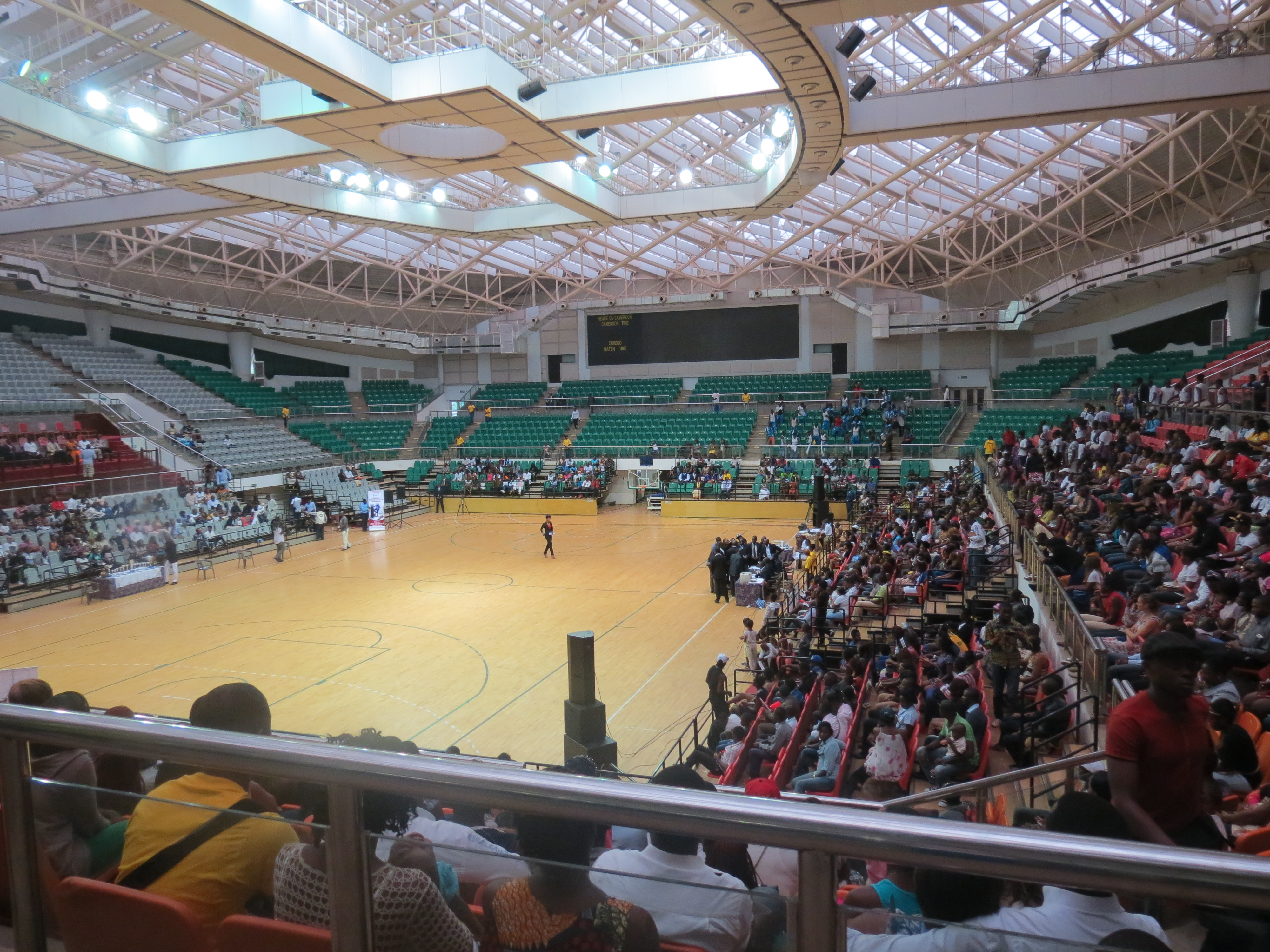
Palais des sports de Yaoundé

Les principales infrastructures  ont été créées pour la CAN de 1972. Certains stades sont en projet ou en réhabilitation pour la CAN 2019.
| Dénomination                            | Lieu      | Date mise en service |
| --------------------------------------- | --------- | -------------------- |
| Stade Ahmadou-Ahidjo                    | Yaoundé   | 1972                 |
| Stade de la Réunification               | Douala    | 1972                 |
| Palais polyvalent des sports de Yaoundé | Yaoundé   | 2009                 |
| Stade Roumdé Adjia                      | Garoua    | 1978                 |
| Stade de Limbé                          | Limbé     | 2014                 |
| Stade Mbappé Léppé                      | Douala    | 1958                 |
| Stade Omnisports de Kouekong            | Bafoussam | 2016                 |
| Stade Omnisports de Douala              | Douala    | en projet            |
| Stade Omnisports Paul Biya              | Yaoundé   | en projet            |
| Centre sportif académique de Mbankomo   | Yaoundé   | 2014                 |

En 2008, des projets de constructions d'infrastructures sportives ont été lancés par le gouvernement pour pallier le manque relatif d'équipement. Il est prévu la construction sur la période 2008-2018 de plusieurs stades, piscines ou palais omnisports à Yaoundé, à Douala, à Bafoussam, Limbé ainsi que dans d'autres villes du pays. Ces travaux sont financés par la république populaire de Chine et construits par des entreprises chinoises.

### Événements sportifs internationaux ayant eu lieu au Cameroun
- Football : 
  - Coupe d'Afrique des nations de football 1972
  - CAN féminine 2016
  - Coupe d'Afrique des nations de football 2021
- Athlétisme :
  - Championnats d'Afrique d'athlétisme 1996
- Basket-ball :
  - Championnat d'Afrique de basket-ball féminin 2015
- Boxe :
  - Championnats d'Afrique de boxe amateur 2003
  - Championnats d'Afrique de boxe amateur 2011
- Judo : 
  - Championnats d'Afrique de judo 2010

## Disciplines sportives

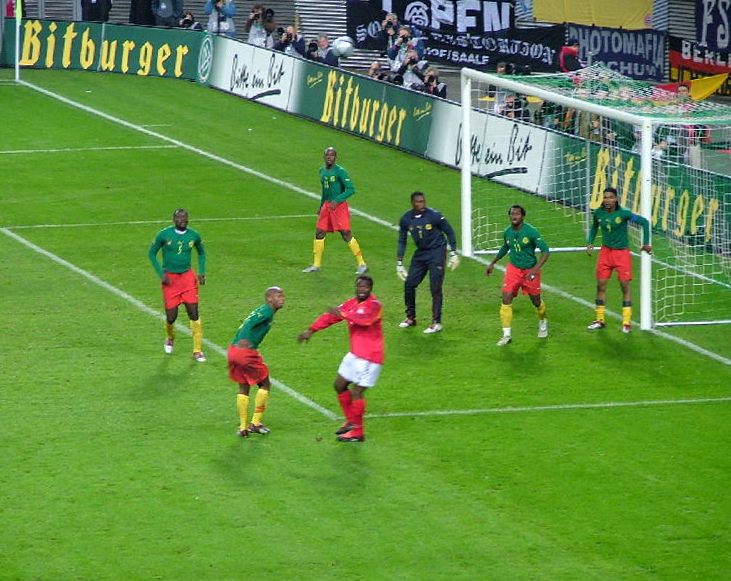
Rencontre Allemagne - Cameroun en 2003

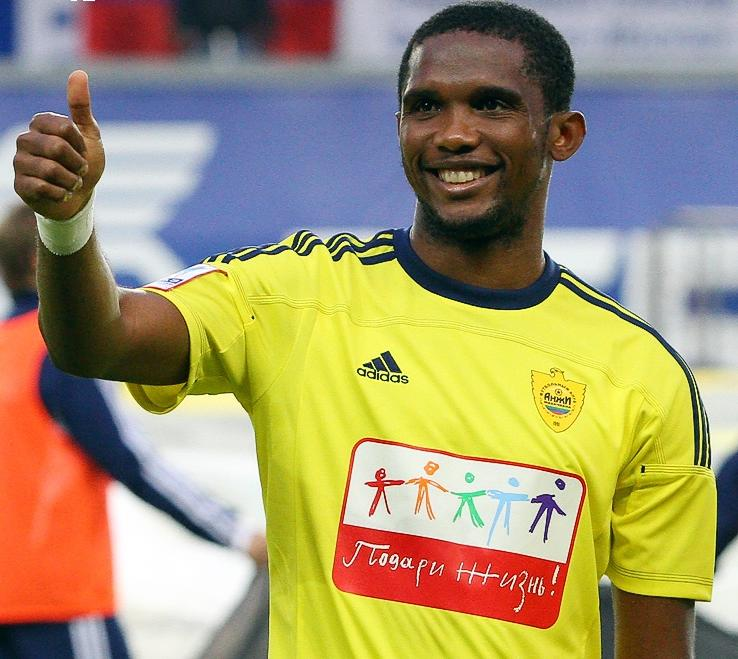
Samuel Eto'o Fils, meilleur buteur de la CAN

### Football
L'Équipe du Cameroun de football, surnommée les « Lions Indomptables », possède un honorable palmarès :
- Jeux olympiques : Champion olympique en 2000 à Jeux olympiques de Sydney.
- Coupe du monde : 7 participations dont 1/4 finaliste en 1990 Italie (première sélection africaine à atteindre les quarts-de-finale d'une Coupe du monde de football de la FIFA).
- Coupe des confédérations : Finaliste en 2003 France
- Coupe d'Afrique des nations de football : Championne d'Afrique des nations 5 fois, en 1984, en 1988, en 2000, en 2002 et en 2017.
- Ligue des champions de la CAF : 5 victoires pour les clubs camerounais :
  - Oryx de Douala : 1 victoire
  - Union de Douala : 1 victoire
  - Canon de Yaoundé : 3 victoires

### Athlétisme
Le Cameroun a de nombreux athlètes participant aux compétitions nationales, continentales et internationale. 
- Aux Jeux olympiques : La triple sauteuse Françoise Mbango Etone qui a été double championne olympique dans sa discipline en 2004 et en 2008.
- Aux Championnats d'Afrique 2014 : En 2014, le Cameroun remporte 5 médailles aux Championnats d'Afrique d'athlétisme 2014. En effet, l'athlète Auriol Dongmo remporte la médaille d'or avec le lancer du poids (lancer à 16.84 mètres). Joëlle Mbumi Nkouindjin remporte elle aussi la médaille d'or pour le triple saut (avec un saut à 14.02 mètres) et décroche la médaille de bronze pour le saut en longueur (6.25 mètres). L'athlète Fernand Djoumessi remporte quant à lui la médaille d'argent avec le saut en hauteur (saut de 2.25 mètres).

### Basketball
Plusieurs clubs de basket-ball existent sur tout le territoire, qui se retrouvent au sein de la Fédération camerounaise de basket-ball. 

### Boxe
Le Cameroun a obtenu d'excellents résultats en boxe. Les deux premières médailles olympiques du pays sont venues de ce sport aux Jeux olympiques de 1968 à Mexico avec Joseph Bessala dans la catégorie poids welters et aux Jeux olympiques de 1984 à Los Angeles avec Martin Ndongo-Ebangadans la catégorie poids légers.

### Cyclisme

Étape de la Coupe des Nations U23 à Douala (2019).
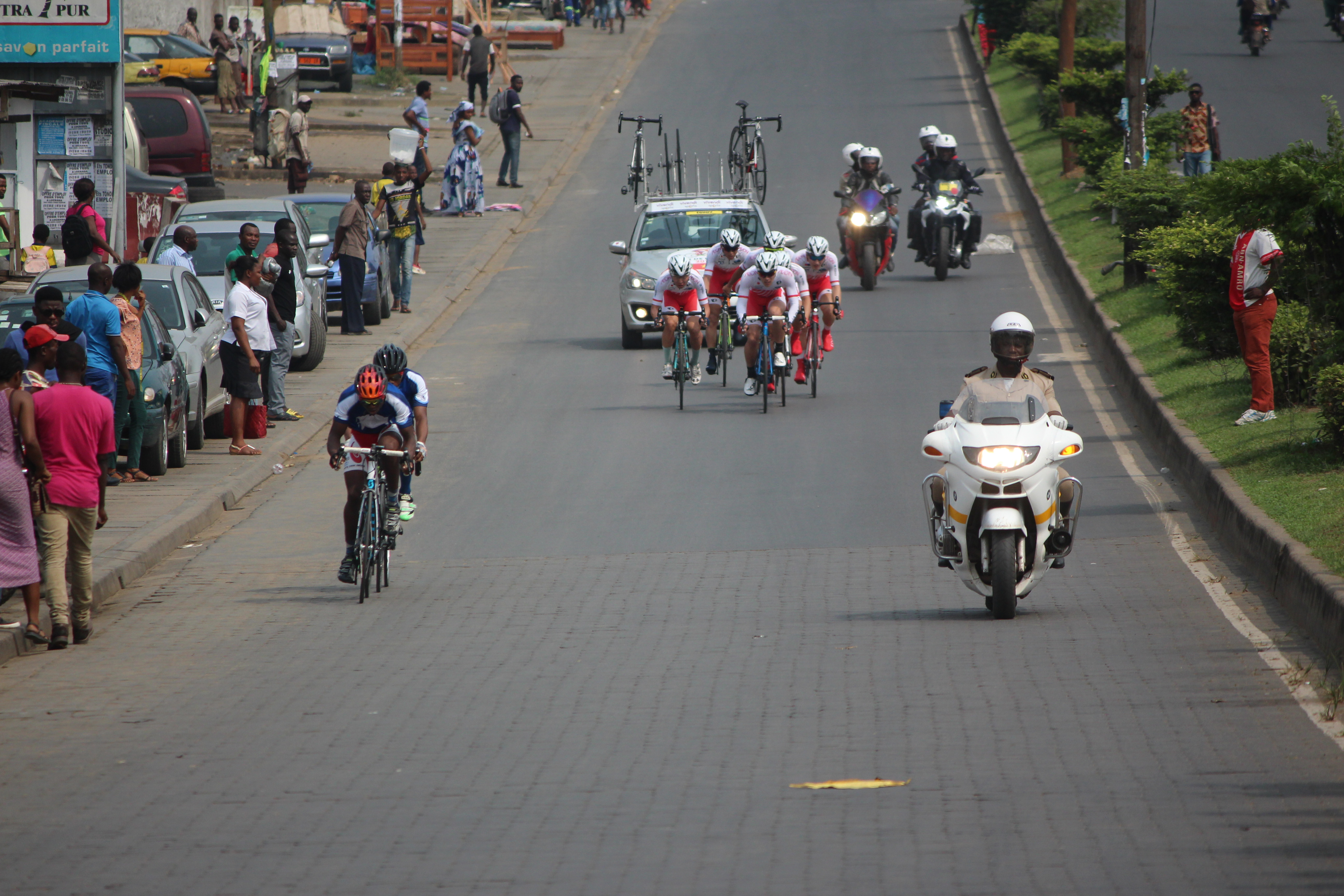
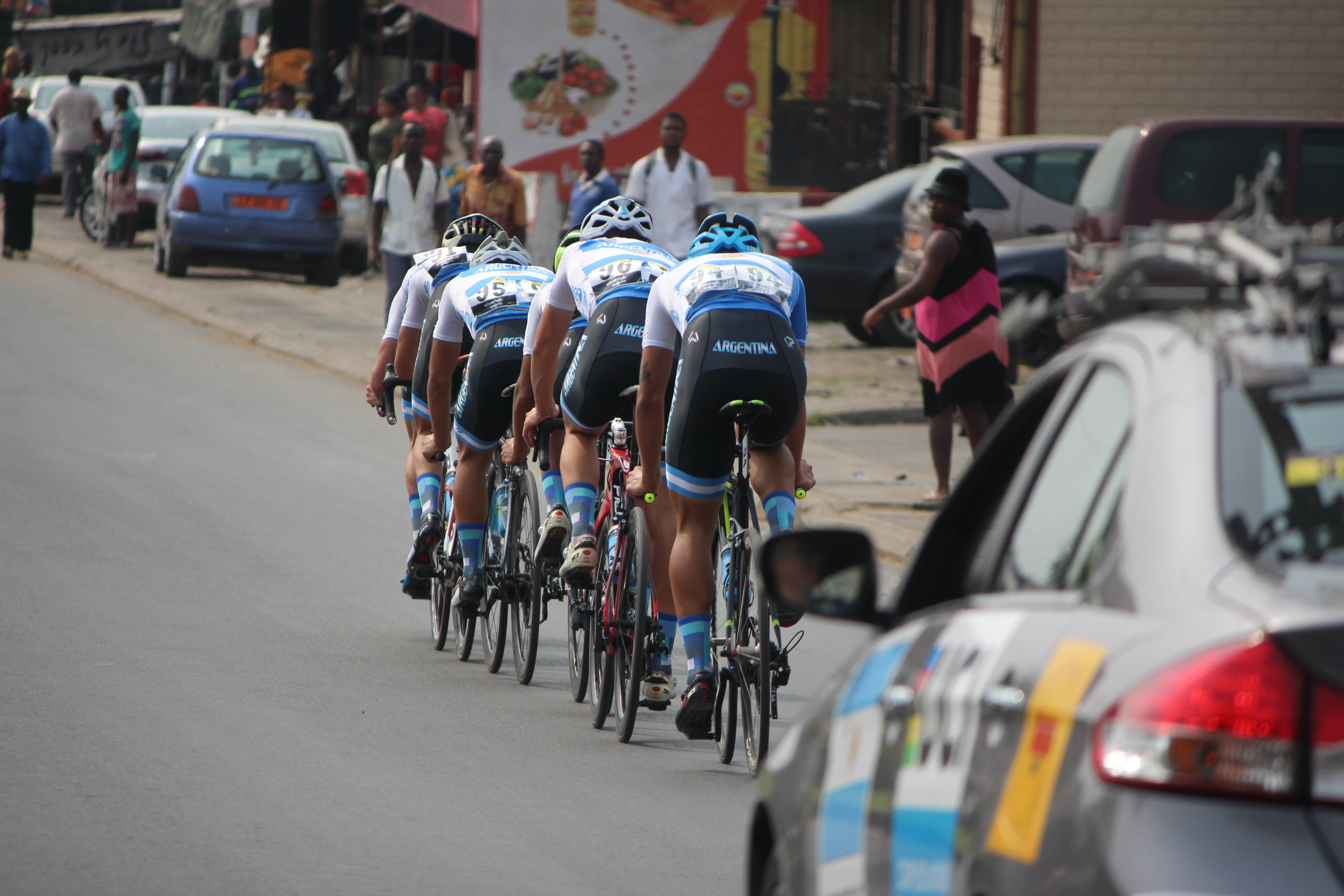
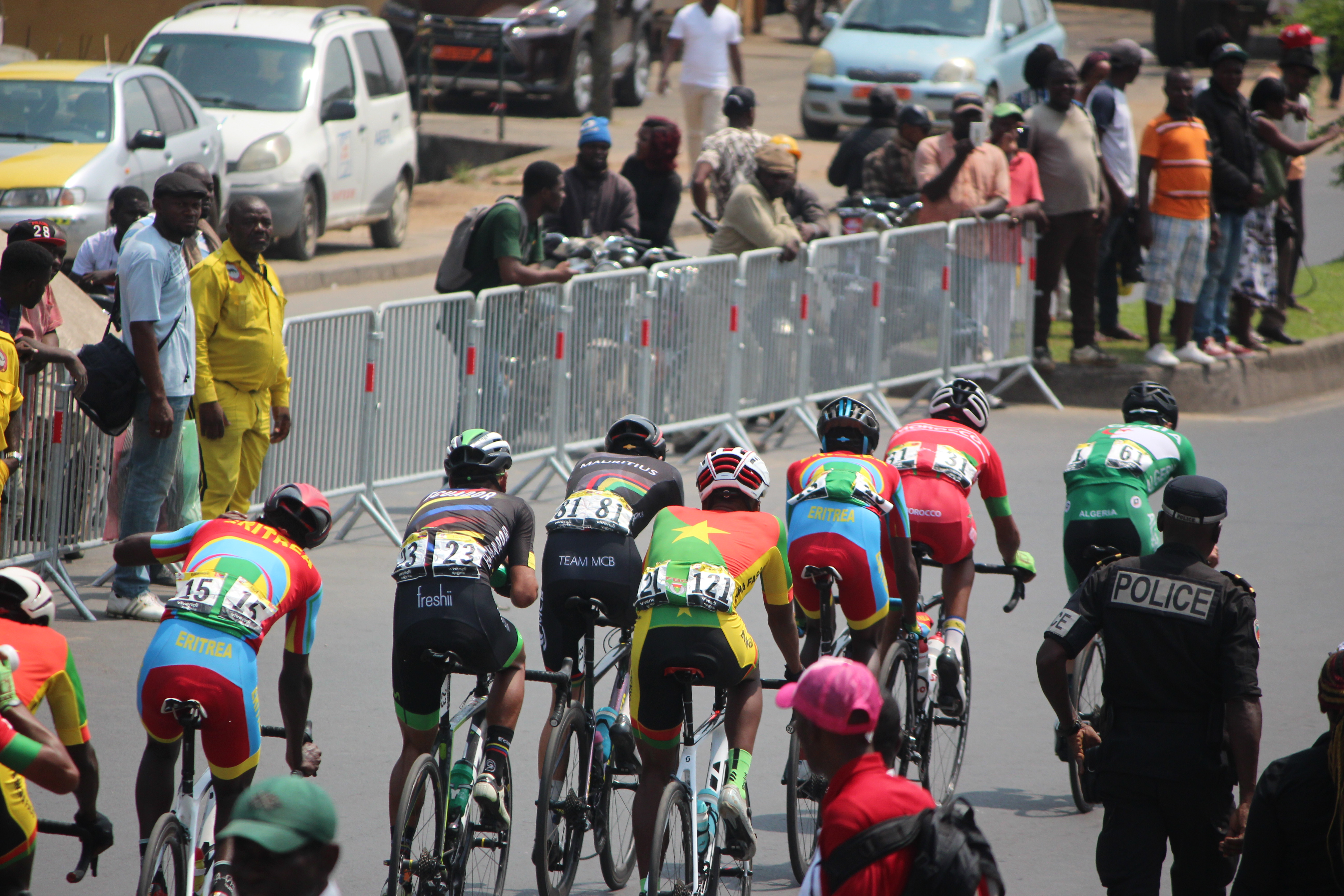
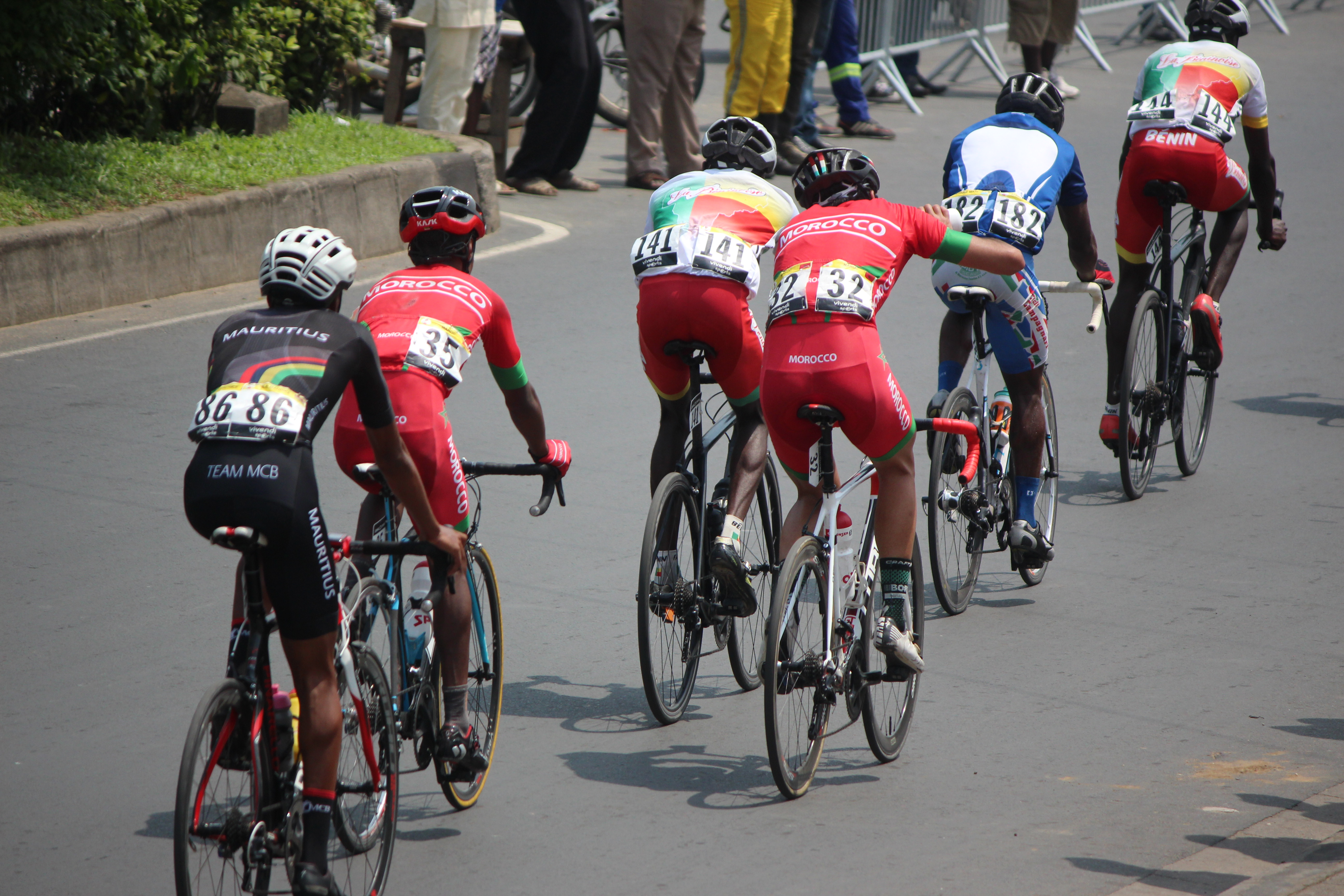
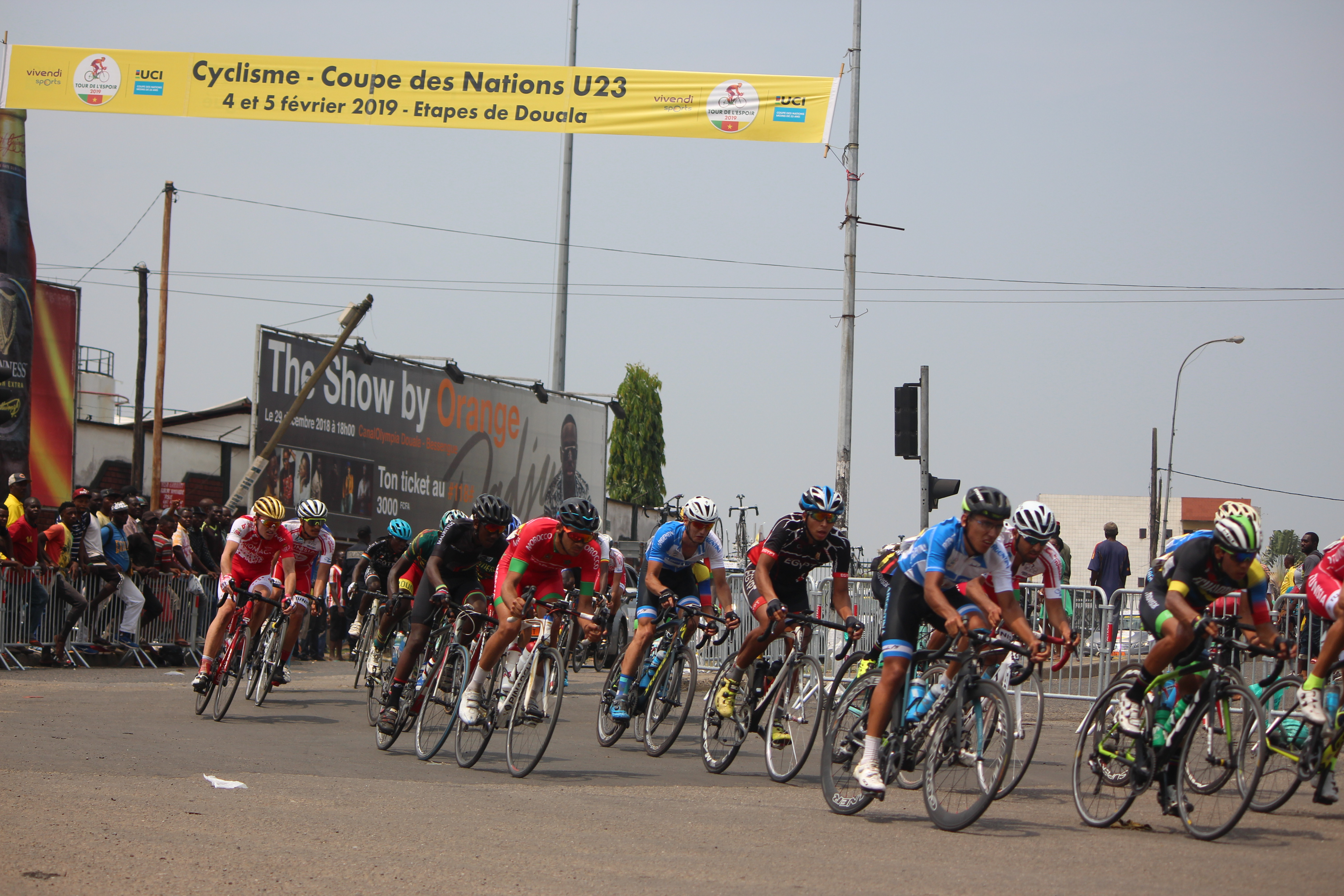

### Beach soccer
Le Cameroun a remporté la première édition du Championnat d'Afrique de beach soccer en Afrique du Sud en 2006.
Il a reporté la médaille d'argent en 2008.

### Golf
Au Cameroun, il existe des terrains de golf. Ces parcours contiennent entre 9 et 18 trous. Aussi, chaque année, une compétition internationale est-elle organisée. Cependant, le golf est un sport qui n’est pas trop répandu au sein de la population. Ses règles sont méconnues du large public qui se dit freiné par le coût élevé des équipements nécessaires à la pratique de ce sport.

### Handball
Le FAP Yaoundé est un club majeur, du handball masculin africain :
- Championnat d'Afrique des clubs champions : 2 victoires
- Coupe d'Afrique des vainqueurs de coupe masculine de handball : 1 victoire
- Supercoupe d'Afrique masculine de handball : 1 victoire

### Lutte

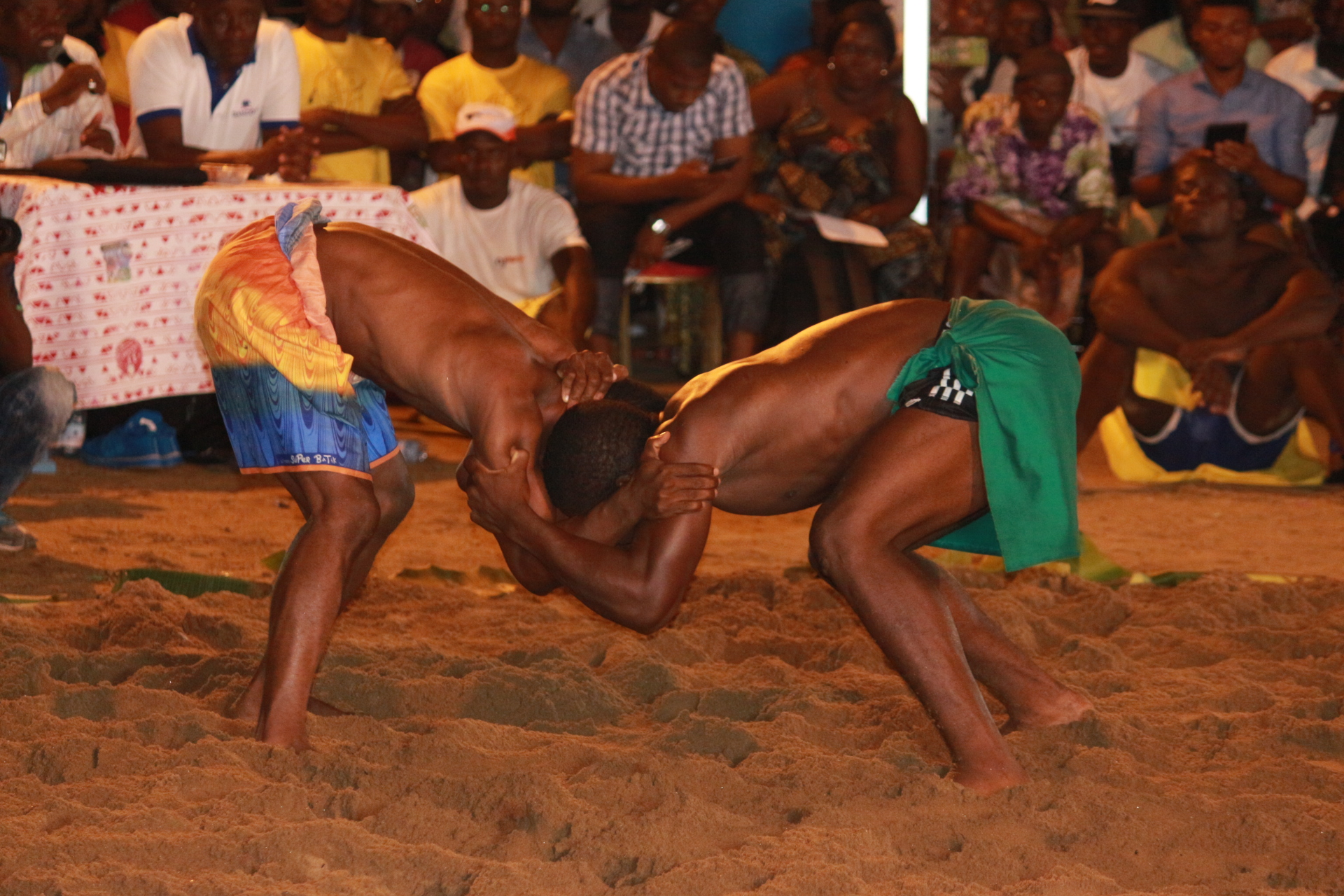
Lutteurs traditionnels

### Rugby
Le rugby est pratiqué au Cameroun depuis de nombreuses années. Longtemps considéré comme un sport « d’expatriés », il n’a pas bénéficié comme d’autres sports d’une appropriation culturelle. Pourtant la diminution de la population expatriée et l’ouverture aux jeunes nationaux a permis une africanisation totale des équipes existantes.

### Volley-ball
Le volley-ball est un sport pratiqué au Cameroun. Il existe deux équipes nationales : féminine et masculine. Chacune d'entre elles a remporté quelques médailles, notamment aux championnats d'Afrique.